# Engelsmän
Engelsmän, femininform engelskor, är en germansk etnisk folkgrupp som har engelska som modersmål, och som härstammar från England. Personer från Förenade Kungariket Storbritanniens övriga delar Skottland, Wales och Nordirland anser sig inte vara engelsmän, inte heller personer av engelsk härkomst i länder såsom Kanada, USA och Australien. Engelsmän räknas till britterna.
Engelsmännen härstammar bland annat från folkvandringstidens angler och saxare.